# Rhododendron clementinae
Rhododendron clementinae är en ljungväxtart som beskrevs av George Forrest. Rhododendron clementinae ingår i släktet rododendron, och familjen ljungväxter. Inga underarter finns listade i Catalogue of Life.